# Ectemnonotops luridifulva
Ectemnonotops luridifulva är en insektsart som beskrevs av Schmidt 1911. Ectemnonotops luridifulva ingår i släktet Ectemnonotops och familjen spottstritar. Inga underarter finns listade i Catalogue of Life.